# Taça Olímpica
A Taça Olímpica (em francês: Coupe olympique) é um prêmio concedido anualmente pelo Comité Olímpico Internacional tem como finalidade reconhecer anualmente, aquele que, no juízo do Comitê Olímpico Internacional, mais fez em prol do olimpismo e do esporte.  Foi criado em 1906 por Pierre de Coubertin, o fundador do COI e dos jogos olímpicos da era moderna.

## Vencedores da Taça Olímpica
- 1906 — Touring Club de France
- 1907 — Real Regata Henley

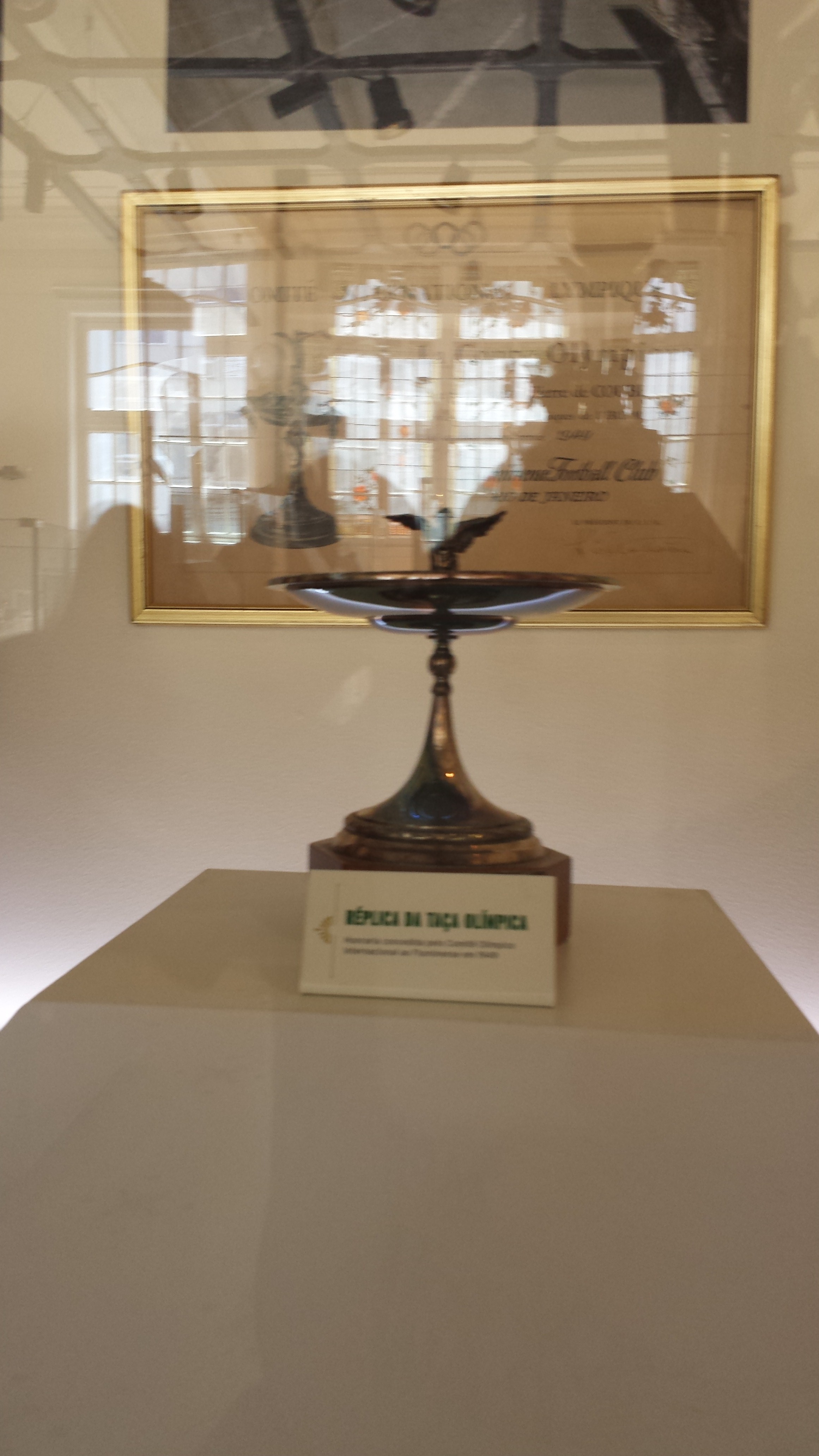
Réplica da Taça Olímpica de 1949.

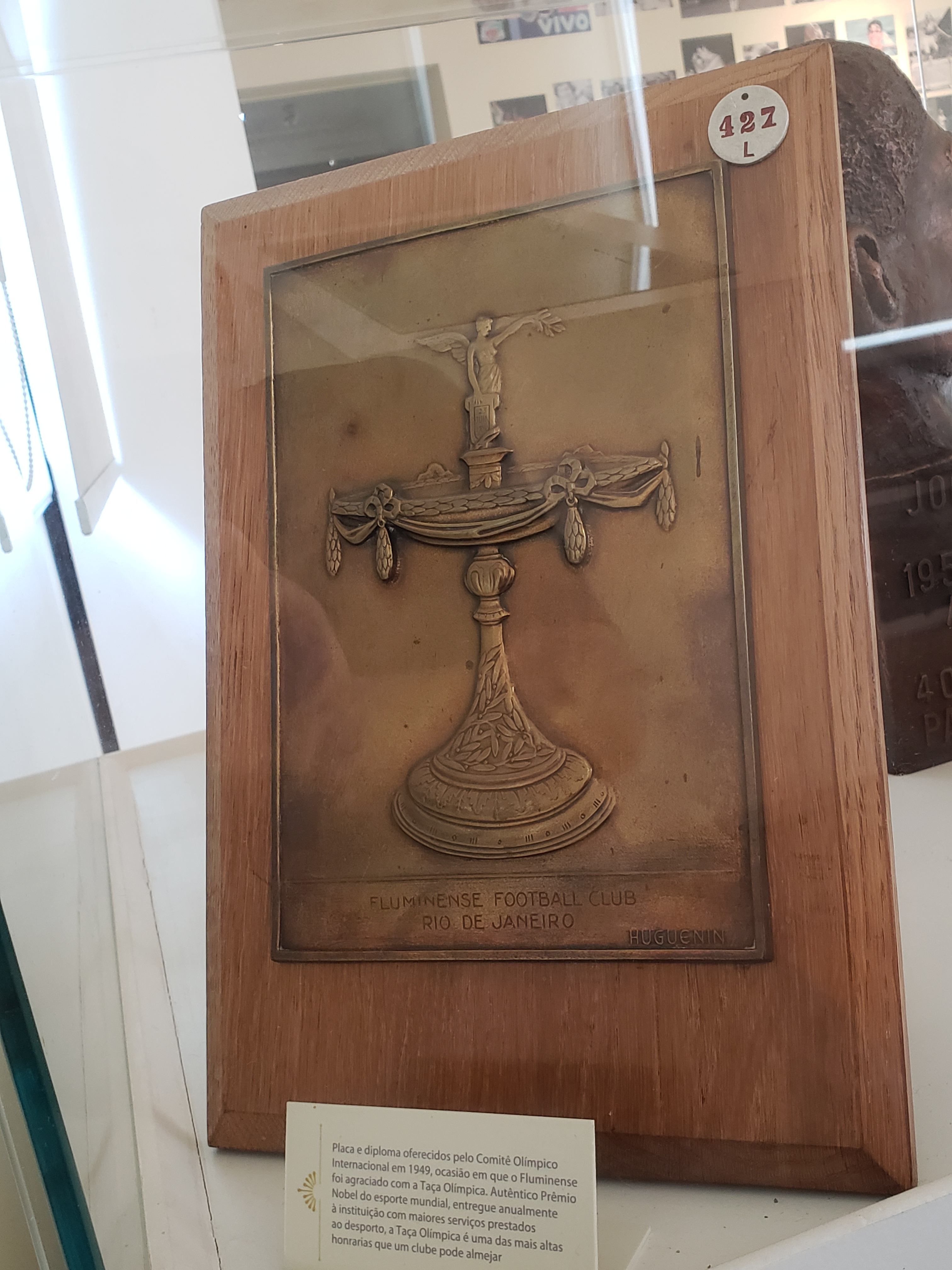
Placa concedida ao Fluminense pelo COI.

- 1908 — Sveriges Centralförening för Idrottens Främjande
- 1909 — Deutsche Turnerschaft
- 1910 — Ceska obec Sokolska
- 1911 — Touring Club Italiano
- 1912 — Union des Sociétés de Gymnastique de France
- 1913 — Clube Atlético da Hungria
- 1914 — União Atlética Amadora da América
- 1915 — Escola de Rugby da Inglaterra
- 1916 — Confrérie Saint-Michel de Gand
- 1917 — Real Associação de Futebol dos Países Baixos
- 1918 — Equipes Sportives du Front Interallié
- 1919 — Instituto Olímpico de Lausanne
- 1920 — Colégio Springfield, Massachusetts
- 1921 — Dansk Idraets Forbund
- 1922 — União Atlética Amadora do Canadá
- 1923 — Associação Esportiva da Catalunha
- 1924 — Fédération Gymnique et Athlétique Finlandaise
- 1925 — Comitê Nacional de Educação Física do Uruguai
- 1926 — Federação Norueguesa de Esqui (Norges Skiforbund)
- 1927 — Colonel Robert M. Thomson
- 1928 — Junta Nacional Mexicana
- 1929 — Comitê Internacional da Associação Cristã de Moços
- 1930 — Associação Suíça de Futebol e Atletismo
- 1931 — National Playing Fields Association, Grã-Bretanha
- 1932 — Deutsche Hochschule für Leibesübungen
- 1933 — Sociedade Federal Suíça de Ginástica
- 1934 — Opera Dopolavoro Romea
- 1935 — Associação Recreativa Nacional dos Estados Unidos
- 1936 — Segas: Union des Sociétés Helléniques de Gymnastique et d'Athlétisme, Athénes
- 1937 — Oesterreichischer Eislauf Verband
- 1938 — Königl. Akademie für Körpererziehung in Ungarn
- 1939 — Kraft durch Freude (Força pela Alegria)
- 1940 — Svenska Gymnastik - och Idrottsföreningarnas Riksförbund
- 1941 — Comitê Olímpico Finlandês
- 1942 — William May Garland, Los Angeles
- 1943 — Comitê Olímpico Argentino
- 1944 — Cidade de Lausanne
- 1945 — Federação Norueguesa de Atletismo (Norges Friidrettsforbund - NFIF), Oslo
- 1946 — Comitê Olímpico Colombiano
- 1947 — Johannes Sigfrid Edström, Presidente do COI
- 1948 — Conselho Central de Educação Física, Grã-Bretanha
- 1949 — Fluminense Football Club, Rio de Janeiro
- 1950 — Comitê Olímpico Belga
- 1950 — Comitê Olímpico Neozelandês e Associação dos Jogos do Império Britânico
- 1951 — Academia de Esportes de Paris
- 1952 — Cidade de Oslo
- 1953 — Cidade de Helsinque
- 1954 — École Féderale de Gymnastique et de Sports, Macolin, Suíça
- 1955 — Comitê Organizador dos VII Jogos Centro-americanos e do Caribe e Comitê Organizador dos Jogos Pan-americanos da Cidade do México
- 1956 — [nota 1]
- 1957 — Federazione Sport Silenziosi d'Italia, Milão
- 1958 — [nota 2]
- 1959 — Panathlon Italiano, Gênova
- 1960 — Centro Universitario Sportivo Italiano
- 1961 — Helms Hall Foundation, Los Angeles
- 1962 — Comitê Organizador dos Jogos Bolivarianos, Barranquilla
- 1963 — Comitê Olímpico Australiano
- 1964 — Southern Californian Committee for the Olympic Games, Los Angeles
- 1965 — Cidade de Tóquio
- 1966 — Comitê International des Sports Silencieux, Liège
- 1967 — Jogos Bolivarianos
- 1968 — Povo da Cidade do México
- 1969 — Comitê Olímpico Polonês
- 1970 — Comitê Organizador dos Jogos Asiáticos de Bangkok
- 1971 — Comitê Organizador dos Jogos Pan-americanos de Cali
- 1972 — Comitê Olímpico Turco
- 1972 — Cidade de Sapporo
- 1973 — Povo de Munique
- 1974 — Comitê Olímpico Búlgaro
- 1975 — Comitato Olimpico Nazionale Italiano
- 1976 — Czechoslovakian Physical Culture and Sports Federation
- 1977 — Comitê Olímpico da Costa do Marfim
- 1978 — Comitê Olímpico Grego
- 1979 — Comitê Organizador do Campeonato Mundial de Remo, na Nova Zelândia
- 1980 — Ginásio Clube Português
- 1981 — Suíça e Academia Olímpica Internacional de Olímpia
- 1982 — Racing Club de France
- 1983 — Comitê Olímpico de Porto Rico
- 1984 — Comitê Organizador do Mundial de Atletismo de Helsinque
- 1985 — Comitê Olímpico Chinês
- 1986 — Cidade de Stuttgart
- 1987 — L'Équipe
- 1988 — Povo da Austrália
- 1989 — Cidade de Seul
- 1989 — La Gazzetta dello Sport
- 1990 — Club Athlétique Panhellinios à Athènes
- 1991 — Comitê Olímpico Japonês
- 1992 — Department de la Savoie, Région Rhone-Alpes
- 1992 — Cidade de Barcelona
- 1993 — Comitê Olímpico de Mônaco
- 1994 — Comitê Olímpico Francês
- 1994 — Povo da Noruega
- 1995 — Comitê Olímpico da Coreia do Sul
- 1996 — Cidade de Baden-Baden
- 1997 — [nota 3]
- 1998 — Povo de Nagano
- 1999 — Organização das Nações Unidas
- 2000 — Cidade de Sydney[2]
- 2001 — Kip Keino School, Eldoret, Quênia
- 2002 — Povo de Salt Lake City
- 2003 — Equipe Alinghi de Vela
- 2004 — Povo de Atenas[3]
- 2005 — Museu Olímpico de Lake Placid[4]
- 2006 — Povo de Turim
- 2007 —
- 2008 — Cidadãos de Pequim
- 2009 —
- 2010 — Povo de Singapura
- 2011 — Comitê Olímpico da África do Sul e Povo de Durban
- 2012 — Cidadãos de Londres
- 2016 — Cidadãos do Rio de Janeiro
- 2016 — Cidadãos de Buenos Aires
- 2022 — Povo da República Popular da China